# Bronze Nazareth
Bronze Nazareth, de son vrai nom Justin Cross, né le 8 décembre 1979 à Grand Rapids, dans le Michigan, est un rappeur et producteur américain, affilié au Wu-Tang Clan et membre du groupe The Wisemen.

## Biographie
Justin Cross est né et a grandi à Grand Rapids, dans le Michigan. En 2003, il est diplômé en psychologie de la Michigan State University.
Vers 1998, Bronze Nazareth rencontre le producteur et rappeur Cilvaringz qui, impressionné par son travail, décide de le faire entrer dans son label Ringz & Partners Inc. En 2002, Bronze publie un album avec Cilvaringz, The Unknown - Death's Birth: The Grip of Behemoths, diffusé uniquement sur Internet. Impressionné par le jeune rappeur, RZA lui demande de rejoindre Wu-Elements, l'équipe de production affiliée au Wu-Tang Clan. En 2003, Bronze contribue ainsi à deux instrumentaux de l'album solo de RZA, Birth of a Prince. 
En 2005, il produit la plupart des instrumentaux de la compilation Wu-Tang Meets the Indie Culture publiée sur le label de Dreddy Kruger, Think Differently Music. Le 23 mai 2006, il publie sur ce label son premier album solo intitulé The Great Migration, comprenant les collaborations d'artistes affiliés au Wu-Tang Clan comme Timbo King, Prodigal Sunn ou encore Killa Sin. Il suit le 5 juin 2007 de l'album The Unknown. 

## Discographie

### Albums studio
- 2006 : The Great Migration
- 2007 : The Unknown
- 2009 : Bronzestrumentals Vol. 1
- 2011 : School for the Blindman

### Albums collaboratifs
- 2007 : Wisemen Approaching (avec The Wisemen)
- 2010 : Children of a Lesser God (avec The Wisemen)
- 2011 : Knowing Project Manzu (avec Project Manzu)

### Mixtapes
- 2005 : Thought For Food Vol. 1
- 2008 : Thought For Food Vol. 2